# SMS V 157
SMS V 157 – niemiecki niszczyciel z okresu I wojny światowej, ósma jednostka typu V 150. 18 maja 1915 roku zderzył się z SMS V 150. Po wojnie przeklasyfikowana na torpedowiec. W czasie II wojny światowej okręt pomocniczy. Zatonął na minie 22 października 1943 roku nieopodal Mierzei Helskiej .